# Jean Freustié
Jean Freustié (* 3. Oktober 1914 in Libourne; † 5. Juni 1983 in Paris) war ein französischer Schriftsteller.

## Leben und Werk
Jean-Pierre Teurlay studierte Medizin und war ab 1940 Arzt in Nordafrika, von 1945 bis 1950 Arbeitsarzt in den Pariser Vorstädten. Dann begann er (unter dem Pseudonym Jean Freustié) mit der Veröffentlichung von Romanen, deren erster 1952 erschien und auch ins Deutsche übersetzt wurde. Einige seiner rund 20 Romane und autobiographischen Texte (überwiegend in den Verlagen Table ronde und Grasset) erzielten Preise, einer wurde verfilmt. Daneben war er Literaturkritiker im Nouvel Observateur und ab 1971 literarischer Berater im Verlag Denoël.
Seit 1987 wird jährlich der Literaturpreis Prix Jean-Freustié vergeben.

## Werke (Auswahl)
- Ne délivrer que sur ordonnance. Roman. Table Ronde, Paris 1952.
  - (deutsch) Nur gegen Rezept. Roman. Hoffmann und Campe, Hamburg 1954. (übersetzt von René Michel)
- Auteuil. Table ronde (1954)
- Marthe ou les Amants tristes. Table ronde (1958)
- Les Filles. Table ronde (1959)
- Un autre été. Table ronde (1961)
- Aux balcons du ciel. Grasset, 1963
- La Passerelle. Grasset (1963, Prix Roger-Nimier 1963)
- Les Collines de l’Est. Grasset (1967, Erzählungen)
- Le Droit d’aînesse. Grasset (1968, Prix de la Société des gens de lettres)
- Chroniques d’humeur. Mercure de France (1969, Literaturkritik)
- Isabelle ou l’Arrière-saison. Table ronde (1970, Prix Renaudot 1970)
- Harmonie ou les Horreurs de la guerre. Grasset (1973, Prix Littré 1974, verfilmt unter dem Titel Waffe des Teufels von Pierre Granier-Deferre)
- L’Aventure familiale. Récit. Table ronde (1975)
- Loin du paradis. Grasset (1975)
- Proche est la mer. Roman. Grasset (1976)
- La Maison d’Albertine. Roman. Grasset (1977)
- Le Médecin imaginaire. Roman. Grasset (1978)
- L’Héritage du vent. Récit. Stock (1979)
- La Dernière donne. Roman. Grasset (1980)
- L’Entracte algérien. Balland (1982)
- Les Proches. Roman. Balland (1982)
- Prosper Mérimée (1803–1870). Le nerveux hautain. Hachette (1982)